# Мідиця токійська
Мідиця токійська (лат. Sorex minutissimus hawkeri, яп. 東京尖鼠, トウキョウトガリネズミ) — підвид мідиці крихітної. Один з найменших ссавців світу. Мешкає на півночі Японського архіпелагу, на острові Хоккайдо. Довжина тіла становить 50 мм, довжина хвоста — 30 мм, вага — 1,5—2 г.